# Francesco Luserna Rorengo di Rorà
Francesco Luserna Rorengo di Rorà (Campiglione, 11 novembre 1732 – Torino, 14 marzo 1778) è stato un arcivescovo cattolico italiano.

## Biografia
Francesco Luserna Rorengo di Rorà, figlio di Gaspare Luserna Rorengo, marchese di Rorà e conte di Castiglione, e di Anna Maria dei conti Filippi, era membro di una delle illustri famiglie nobili piemontesi e si laureò ancora in gioventù in teologia ed in lettere.
Nel 1764 fu eletto vescovo di Ivrea, ma il suo incarico in questa sede durò solo quattro anni, in quanto venne successivamente proposto dal re di Sardegna alla sede arcivescovile di Torino.
Per primo notò il violinista Giovanni Battista Viotti mentre suonava a una festa di paese e lo invitò a trasferirsi a Torino per seguire gli studi musicali. 
Eletto arcivescovo guidò l'arcidiocesi torinese dal 1768 al 1778 e si distinse come uno dei maggiori arcivescovi della sede torinese del XVIII secolo, assieme al successore Vittorio Costa d'Arignano.
Il 21 settembre 1772 consacrò, inaugurandola, la completata chiesa di Santa Pelagia (Torino).
Nel 1773, dopo la rinuncia del cardinale Carlo Vittorio Amedeo delle Lanze, divenne anche Grande elemosiniere di Savoia e cappellano maggiore del Re di Sardegna.
Proposto per la porpora cardinalizia, ma ormai malato e minato nel corpo e nello spirito, si spense a Torino il 14 marzo 1778.

## Genealogia episcopale
La genealogia episcopale è:
- Cardinale Scipione Rebiba
- Cardinale Giulio Antonio Santori
- Cardinale Girolamo Bernerio, O.P.
- Arcivescovo Galeazzo Sanvitale
- Cardinale Ludovico Ludovisi
- Cardinale Luigi Caetani
- Cardinale Ulderico Carpegna
- Cardinale Paluzzo Paluzzi Altieri degli Albertoni
- Cardinale Flavio Chigi
- Papa Clemente XII
- Cardinale Giovanni Antonio Guadagni, O.C.D.
- Cardinale Ferdinando Maria de' Rossi
- Arcivescovo Francesco Luserna Rorengo di Rorà

## Stemma
| Immagine | Blasonatura |
| -------- | --- |
| \| \|    | Francesco Luserna Rorengo di RoràArcivescovo di Torino Bandata d'argento e di rosso a sei pezze. Motto: Lux in tenebris lucet |
|          | |